# Tirotropin
Tirotropin, ščitnico spodbujajoči hormon ali tiroideo stimulirajoči hormon (TSH) je hormon , ki spodbuja delovanje ščitnice. V ščitnici spodbudi sproščanje tiroksina (T4), ki se nato pretvori v trijodtironin (T3), slednji pa spodbudi presnovo v skorajda vseh telesnih tkivih. Gre za glikoproteinski hormon, ki ga izločajo tirotropne celice sprednjega režnja možganskega priveska (hipofize).

## Fiziologija
V hipotalamusu nastaja tiroliberin, ki spodbudi nastajanje TSH v možganskem privesku. Hkrati pa v hipotalamusu nastaja tudi somatostatin, ki ima nasproten učinek na možganski prvesek in zavira sproščanje TSH. TSH nastaja in se sprošča v telesu skozi vse življenje, najvišje ravni pa doseže v obdobju hitre rasti in razvoja organizma.
TSH ima razpolovno dobo okoli ene ure. Ko prispe v celice v ščitnici, jih spodbudi k izločanju hormona tiroksina (T4), ki pa ima le blag učinek na presnovo. T4 se pa v telesu pretvori v trijodtironin (T3), ki predstavlja aktivno obliko hormona in znatno močneje spodbudi presnovo v telesu. Okoli 80 % T3 nastane iz T4 v jetrih in drugih organih, 20 % pa v sami ščitnici.
Plazemski koncentraciji ščitničnih hormonov (T3 in T4) uravnavata sproščanje TSH iz možganskega priveska po principu negativne povratne zanke. Če sta plazemski koncentraciji T3 in T4 nizki, se spproščanje TSH iz možganskega priveska spodbudi, in obratno, visoki koncentraciji T3 in T4 zavreta sproščanje TSH iz možganskega priveska. Anomalije v koncentracijah TSH, T4 in  T3 lahko kažejo na bolezen.
Pri kliničnem vrednotenju laboratorijskih izvidov je pomembno dejstvo, da se TSH izloča v pulzih in njegove koncentracije nihajo tako cirkadiano kot ultradiano.

### Podenoti
TSH je glikopeptid, sestavljen iz dveh podenot, alfa in beta.
- Podenota alfa je skorajda ista kot pri humanem horijevem gonadotropinu (hCG), luteinizirajočem hormonu (LH) folikle spodbujajočem hormonu (FSH). Poenota alfa naj bi predstavljala efektorsko regijo hormona, odgovorno za aktivacijo adenilat-ciklaze, ki sodeluje pri tvorbi cAMP).[10] Veriga podenote alfa je sestavljena iz 92 aminokislin.
- Podenota beta je edinstvena za TSH in zato določa specifičnost za vezavo na receptor.[11] Sestavljena je iz 118 aminokislin.

### Receptor za TSH
Receptorji za TSH se nahajajo predvsem v folikularnih celicah ščitnice. Po vezavi TSH na receptor za TSH se spodbudita tvorba in sproščanje T3 (in posledično T4). Pri tem se spodbudi šest korakov sinteze ščitničnih hormonov: (1) Navzgornja regulacija aktivnosti natrijevega jodidnega simporterja v bazolateralni membrani folikularnih celic, pri čemer pride do povečanja znotrajcelične koncentracije joda. (2) Spodbujanje jodiranja tiroglobulina v folikularnem lumnu, ki predstavlja predhodniško beljakovino ščitničnih hormonov. (3) Spodbujanje konjugacije jodiranih tirozinskih ostankov, kar vodi v tvorbo tiroksina (T4) in trijodtironina (T3), novonastali hormoni ostanejo pritrjeni na tiroglobulinsko beljakovino. (4) Spodbujanje endocitoze jodirane tiroglobulinske molekule preko apikalne membrane nazaj v folikularno celico. (5) Spodbujanje proteolize jodiranega tiroglobulina, pri čemer se sprostijo proste molekule T4in T3. (6) Izločanje T4 in T3 preko bazolateralne membrane folikularnih celic v krvni obtok, pri čemer mehanizem še ni povsem pojasnjen.
Basedowovo bolezen povzročajo spodbujajoča protitelesa za receptorje za TSH, ki oponašajo TSH. Nadalje tudi hCG izkazuje delno navzkrižno aktivnost na receptorjih za TSH in zato lahko spodbudi nastajanje ščitničnih hormonov. Posledično lahko dalj časa trajajoče zvišane koncentracije hCG med nosečnostjo povzročijo prehoden hipertiroidizem. Po istem mehanizmu povzročijo trofoblastni tumorji povečano izločanje ščitničnih hormonov.